# بي فيجاي كومار
بي فيجاي كومار (بالإنجليزية: P Vijay Kumar)‏ هو لاعب كرة قدم هندي، ولد في 1977 في جمشيدبور في الهند، وتوفي بنفس المكان في 19 نوفمبر 2015.